# Футбольная ассоциация Катара
Футбо́льная ассоциа́ция Ка́тара (араб. الاتحاد القطري لكرة القدم‎) — общественная спортивная организация, осуществляющая управление и контроль футболом в Катаре. Деятельность организации направлена на развитие и популяризацию футбола в стране, а также, на выработку общих норм и правил игры в футбол, действующих по всей стране. Занимается организацией игр национальной лиги и кубковых соревнований, формированием и подготовкой сборных команд страны.

## История
Появление футбола в Катаре восходит к 1946 году, когда в стране начали зарождаться первые нефтяные компании. Новая игра быстро получила популярность, что в 1950 году привело к созданию первого футбольного клуба «Аль-Наджа». В дальнейшем увеличение количества футбольных клубов поспособствовало созданию первого спортивного руководящего органа «Спортивный Союз» (араб. الاتحاد الرياضي‎), руководителем которого стал Шейх Сухаим бин Хамад. Организация матчей в те времена отличалась отсутствием правопорядка и квалификации. Так, они могли проводиться по устной договоренности или на основе простого письменного обращения.

### Первые турниры
Первый турнир — «Турнир Иззедина» — был учрежден по инициативе Нефтяной компании Катара в 1951 году, первый розыгрыш которого состоялся в городе Духан. Несмотря на то, что в турнире приняли участие несколько команд из Дохи (в том числе «Аль-Наджа»), победителем стала местная одноименная команда. А в 1957 году компания заменила, как посчитали, старый турнир, на «Кубок Пхукета».

### Трансферная ситуация
До 1962 года, потому как не существовало жестких трансферных правил, игроки могли переходить из одной команды в другую, предварительно оповестив об этом высший руководящий орган с помощью письма и, заплатив 10 индийских рупий. В 1950-х — 1970-х годах в катарском футболе наблюдается бум иностранных игроков; футболисты из Судана, Египта, Сомали, Ирана, Сирии, Ливана и Эфиопии заметно разнообразили футбольную жизнь страны и сыграли большую роль в распространении футбола среди местного населения. C зарубежными игроками контракты не подписывались, вместо этого они числились как работники государственных структур или частных компаний.

## Руководство
- Хамад бин Халифа аль-Тани (президент)
- Саид аль-Мухаммади (генеральный секретарь)
- Али ан-Наими (второй секретарь)
- Ахмед Абдулазиз аль-Буанаин (финансовый директор)
- Мохаммед Мубарак аль-Мухаммади (член Попечительского совета)

## Турниры

### Национальные
- Лига звёзд Катара
- Кубок шейха Яссима
- Кубок эмира Катара
- Кубок звёзд Катара[англ.]
- Кубок Наследного принца Катара
- Второй дивизион Катара по футболу[англ.]
- Детско-юношеская лига

### Международные
- Кубок Азии по футболу 1988
- Кубок Азии по футболу 2011
- Кубок наций Персидского залива по футболу 1976
- Кубок наций Персидского залива по футболу 1992
- Кубок наций Персидского залива по футболу 2004
- Кубок арабских наций по футболу 1998

## ЧМ-2022
2 декабря 2010-года было объявлено, что Чемпионат мира по футболу 2022-года будет проведен в Катаре. Заявка Катара победила, опередив такие страны как США, Япония, Австралия, Южная Корея.